# Darreh Ḩeydar
Darreh Ḩeydar (persiska: درّه حيدر, دَرِّۀ حِيدَر) är en ort i Iran.   Den ligger i provinsen Lorestan, i den centrala delen av landet, 290 km sydväst om huvudstaden Teheran. Darreh Ḩeydar ligger 2 083 meter över havet och antalet invånare är 150.
Terrängen runt Darreh Ḩeydar är lite kuperad. Runt Darreh Ḩeydar är det ganska glesbefolkat, med 29 invånare per kvadratkilometer. Närmaste större samhälle är Alīgūdarz, 11,2 km söder om Darreh Ḩeydar. Trakten runt Darreh Ḩeydar består i huvudsak av gräsmarker.